# Австро-чеський компроміс
Австро-чеський компроміс, також відомий як Німецько-чеський компроміс або Німецько-богемський компроміс, — політичне врегулювання, якого прагнули досягти в австрійській половині Австро-Угорської імперії, але так і не досягли, між чеською більшістю та німецькомовною меншістю на землях Богемської корони.

## Вимоги старих чехів
Політична партія старочехів виникла на основі чеських слов'янофілів після Слов'янського з'їзду 1848 року. Її найважливішим представником спочатку був Франтішек Палацький, який прагнув до об'єднання всіх слов'ян на австрійських та угорських землях і перетворення імперії на слов'янську федерацію, в якій домінували б слов'яни і яка була б союзником Росії. Зять Палацького Франтишек Ладіслав Рігер 22 серпня 1868 року представив богемському сейму Чеську декларацію. На той час старочехи обмежувалися роботою над культурним відродженням чехів (національний театр) і закликами до рівноваги, якої щойно досягли угорці.

## Угорщина як взірець для наслідування
Чеські політики розглядали Австро-Угорський компроміс 1867 року («Дуалізм») як модель статусу, до якого прагнули б Богемські та Австрійські коронні землі Цислейтанії: вони, як і мадяри в Будапешті, хотіли досягти внутрішньо автономного уряду та державного парламенту в Празі, який би діяв якомога незалежно від цісарсько-королівського уряду у Відні та Імперської ради Рейху.
Перший імператорський та королівський уряд, створений у Відні після Компромісу 1867 року, так зване Громадянське міністерство, невдовзі розпався через питання про те, наскільки пристосовуватися до потреб чехів у дусі федералізму. Новий королівський угорський уряд у Будапешті виступав проти будь-якого Компромісу з чехами, побоюючись показового впливу, який він матиме на переважно словацьку Верхню Угорщину та на Королівство Хорватія, яке було однією з земель Угорської корони.

## Фундаментальні статті та вибори до Рейхсрату
У 1871 році богемський парламент вирішив створити автономну конституцію («Основну статтю») і вів переговори з Віднем про компроміс, якому, однак, завадила Німецько-ліберальна конституційна партія (до 1918 року німці в Богемії та Моравії залишалися частиною відносної німецької більшості в королівствах і землях, представлених в Імперській раді, а не меншістю у власній коронній землі).
Провінційні сейми богемських земель відмовилися направляти представників до Імперської ради. Тому, за наказом цісарсько-королівського уряду у Відні, цих представників мали обирати безпосередньо чоловіки-виборці раніше, ніж в інших коронних землях. Імператор Франц Йосиф I послідовно уникав займати в цьому конфлікті чиюсь сторону. Наприклад, він відкинув ідею «місця для народу». Наприклад, у 1870 році він відхилив вимогу імператорсько-королівського уряду розпустити незговірливі провінційні парламенти, чим спровокував відставку прем'єр-міністра Едуарда Тааффе та двох міністрів.

## Перші успіхи чехів
Десять років по тому, знову з Тааффе на посаді прем'єр-міністра, 1880 року чеська мова знову стала офіційною мовою в Богемії поряд з німецькою. Однак лише муніципалітети зі значним чеським населенням управлялися двомовно. У 1882 році чеський університет («k.k. böhmische Karl-Ferdinands-Universität») відокремився від тодішнього переважно німецького Університету Карла Фердинанда в Празі. Також у 1882 році право голосу в Імперській раді стало дещо демократичнішим, що дало перевагу в середньому дещо біднішим чехам-чоловікам. З 1883 року вони мали більшість у чеському парламенті. Однак, оскільки це все ще був виборчий закон, заснований на переписі населення, місто Будвайс з 1880-х років мало чеську більшість, але до 1918 року більшість у міській раді становили німці.
Старочехи зробили ще одну спробу чесько-австрійського об'єднання до 1890 року. Однак після перемоги на виборах 1890 року панслов'янських младочехів над старочехами боротьба за мову і владу між чехами і німцями в Богемії та в Імперській раді у Відні ще більше загострилася.

## Ескалація конфлікту
У 1897 році прем'єр-міністр Австрії граф Бадені видав Ордонанс про національності для Богемії та Моравії, за яким усі політичні громади там мали бути двомовними (Баденський мовний ордонанс). Це перетворило чеську мову в обох коронних землях з мови меншини на національну мову. У результаті німецькі представники паралізували Австрійську імперську раду. Через бойкоти в парламенті Відня та Богемії, а також агресивні демонстрації у Відні та Празі, які увійшли в історію як Баденіївські заворушення, уряд був нарешті змушений піти у відставку, а в 1899 році Ордонанс про національності було скасовано. Оскільки католицька церква частково підтримала баденські мовні закони, німецькі націоналісти на чолі з Георгом фон Шенерером у відповідь проголосили рух «Геть від Риму».
Відтоді чеські представники блокували роботу парламенту у Відні, а німці — у Празі. Лідер младочехів Карел Крамарж вимагав федералізації імперії на користь чеської більшості в Богемії та Моравії та їхнього об'єднання з угорською Словаччиною. Бажаний німецько-чеський компроміс, якого більш консервативні старочехи домагалися, серед іншого, за допомогою зразкового Моравського компромісу 1905 року, остаточно провалився з виборами до Імперської ради 1911 року, що зрештою призвело до розпуску Богемського сейму Імперським патентом від 26 липня 1911 року. Лідери чеського національного руху, включаючи Томаша Масарика, тепер більше ніж будь-коли вимагали «деавстріянізації» (чеською: odrakouštění).

## Підготовка Чехословаччини
Під час Першої світової війни молоді чеські політики, такі як Томаш Гарріг Масарик, вирушили у вигнання, щоб домогтися створення автономної Чехо-Словацької держави. Спроба Карла I врятувати австрійську половину імперії за допомогою свого Імперського маніфесту від 16 жовтня 1918 року та перетворити її на федеративну державу з широкою автономією для окремих народів прийшла надто пізно. Його заклик до народів Ціслейтанії сформувати національні ради було прийнято; однак ці нові народні представники заснували держави, незалежні одна від одної та від Старої Австрії. 28 жовтня 1918 року в Празі була заснована Чехословацька республіка, яку довго готували політики у вигнанні, а 30 жовтня у Відні була заснована держава Німецька Австрія. Ця держава претендувала на переважно німецькомовні райони колишніх коронних земель Богемії, Моравії та Австрійської Сілезії.